# Prosopocoilus girafa
Espèce
Prosopocoilus girafa est une espèce d'insectes coléoptères, un lucane asiatique appelé familièrement « lucane girafe » en raison de ses mandibules très allongées.

## Description

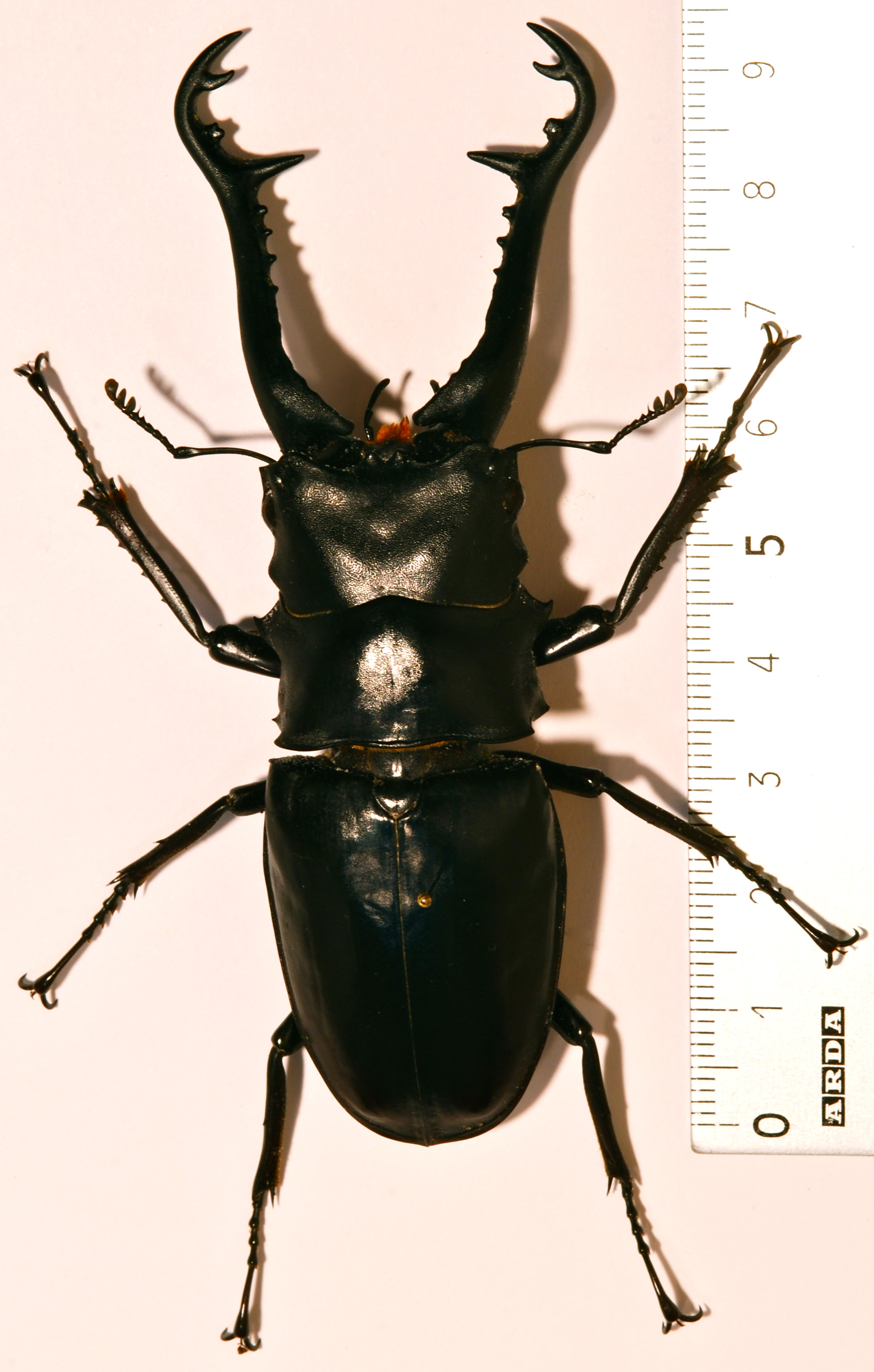
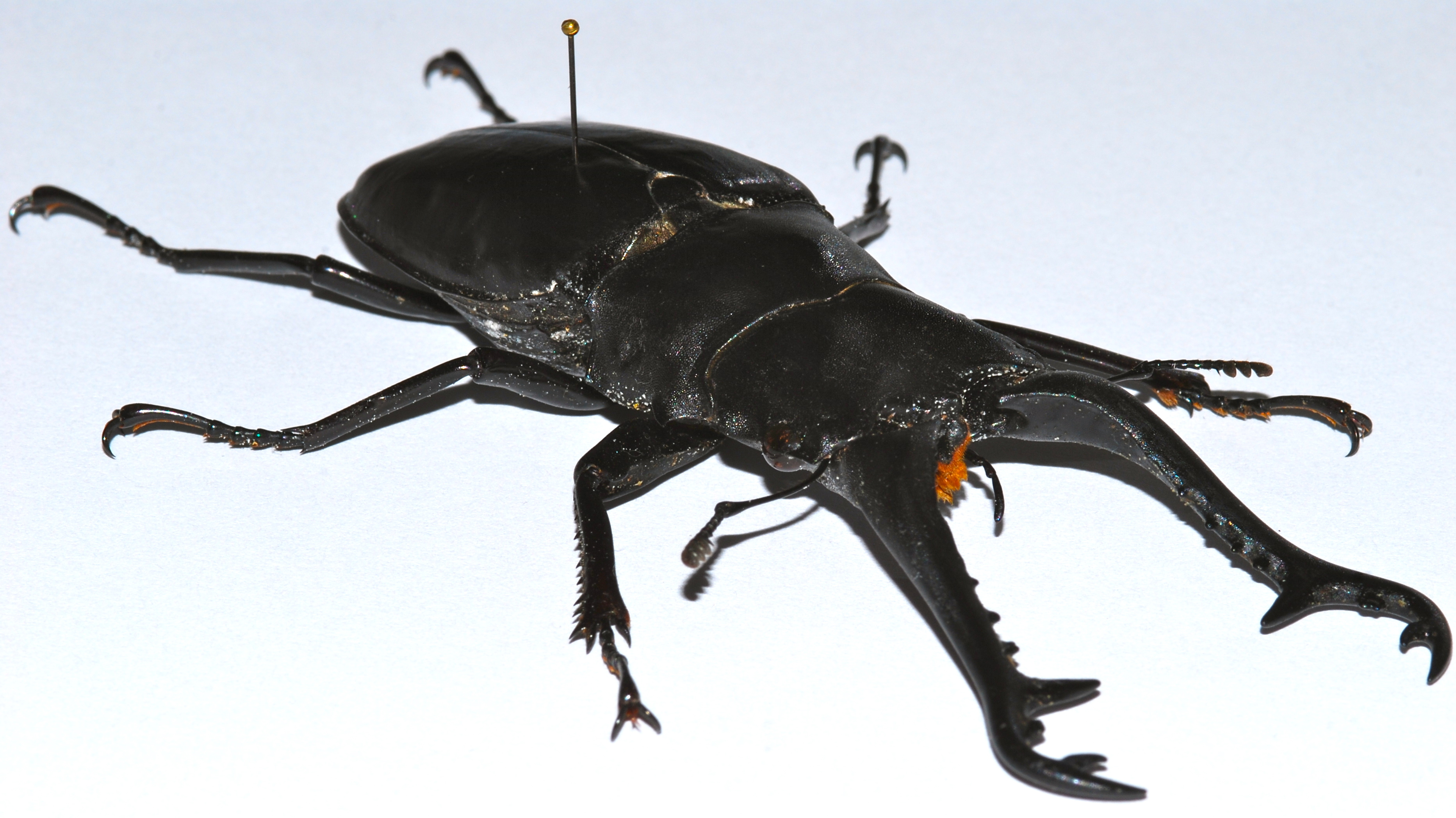

Synonyme
- Lucanus girafa Olivier, 1789

## Liste des sous-espèces
Selon BioLib (1 décembre 2021) :
- Prosopocoilus girafa borobudur Mizunuma et Nagai, 1991 (Java)
- Prosopocoilus girafa daisukei Mizunuma et Nagai, 1991 (Philippines - Negros, Sibuyan Is.)
- Prosopocoilus girafa girafa (Olivier, 1789)
- Prosopocoilus girafa keisukei Mizunuma et Nagai, 1991 (Flores Is., Lombok Is.)
- Prosopocoilus girafa makatai Mizunuma et Nagai, 1991 (Philippines - Mindoro, Luzon)
- Prosopocoilus girafa nilgiriensis Mizunuma et Nagai, 1991 (S. India)
- Prosopocoilus girafa nishikawai Mizunuma et Nagai, 1991 (Sangir Is.)
- Prosopocoilus girafa nishiyamai Mizunuma et Nagai, 1991 (Sulawesi)
- Prosopocoilus girafa timorensis Mizunuma et Nagai, 1991 (Timor Is.)